# São Bartolomeu (Coimbra)
São Bartolomeu é um bairro português do município de Coimbra e paróquia da Diocese de Coimbra, com 0,17 km² de área e 627 habitantes (2011). Densidade: 3 688,2 hab./km². É o menor bairro da cidade de Coimbra.
Foi uma freguesia extinta em 2013, no âmbito de uma reforma administrativa nacional, tendo sido agregada às freguesias de Sé Nova, Santa Cruz e Almedina, para formar uma nova freguesia denominada União das Freguesias de Coimbra (Sé Nova, Santa Cruz, Almedina e São Bartolomeu).

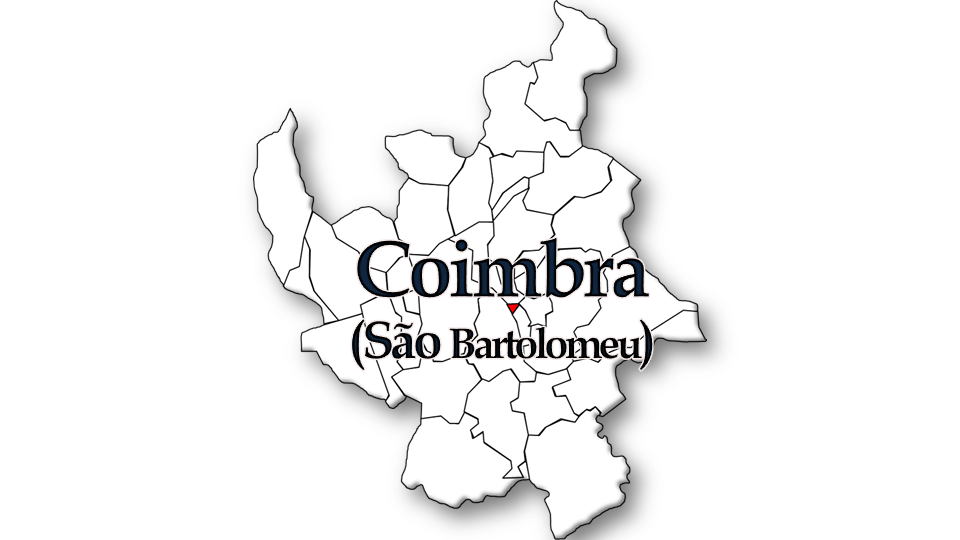
Localização no Município de Coimbra

## População

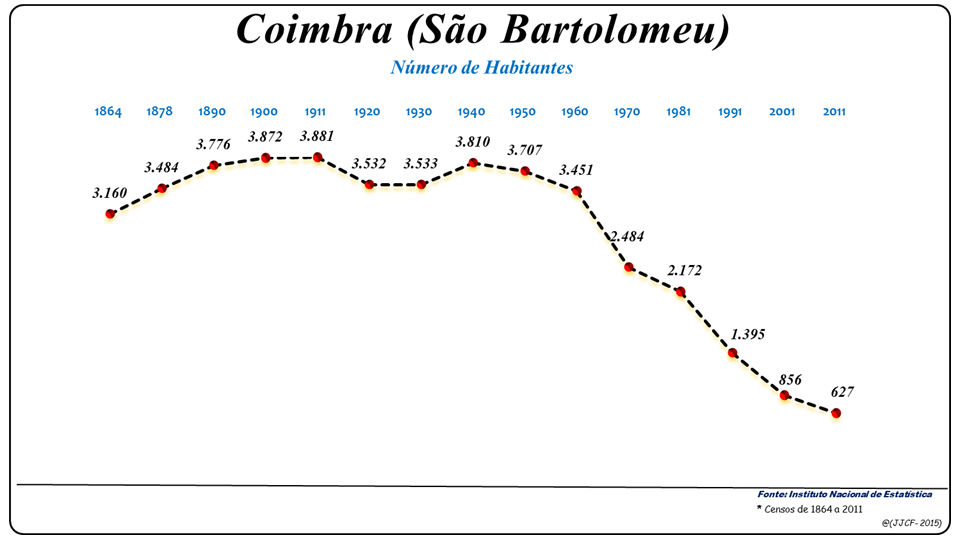
Evolução da População (1864 / 2011)

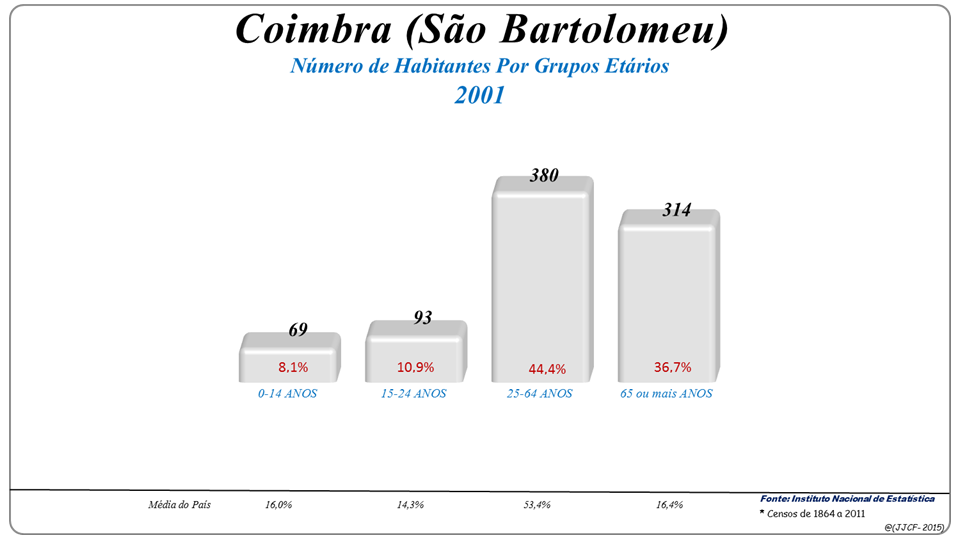
Grupos Etários (2001 e 2011)

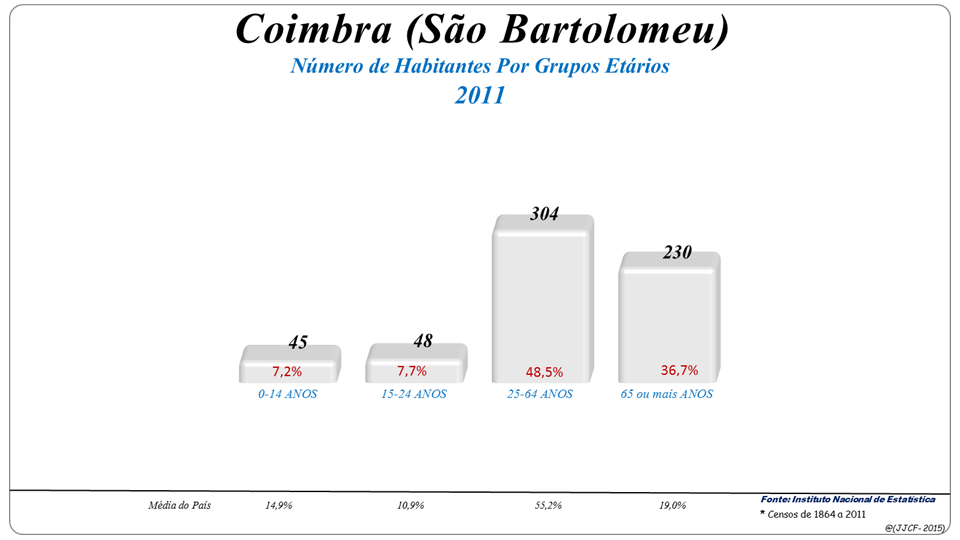
Grupos Etários (2001 e 2011)

| População da freguesia de Coimbra (São Bartolomeu) | População da freguesia de Coimbra (São Bartolomeu) | População da freguesia de Coimbra (São Bartolomeu) | População da freguesia de Coimbra (São Bartolomeu) | População da freguesia de Coimbra (São Bartolomeu) | População da freguesia de Coimbra (São Bartolomeu) | População da freguesia de Coimbra (São Bartolomeu) | População da freguesia de Coimbra (São Bartolomeu) | População da freguesia de Coimbra (São Bartolomeu) | População da freguesia de Coimbra (São Bartolomeu) | População da freguesia de Coimbra (São Bartolomeu) | População da freguesia de Coimbra (São Bartolomeu) | População da freguesia de Coimbra (São Bartolomeu) | População da freguesia de Coimbra (São Bartolomeu) | População da freguesia de Coimbra (São Bartolomeu) |
| -------------------------------------------------- | -------------------------------------------------- | -------------------------------------------------- | -------------------------------------------------- | -------------------------------------------------- | -------------------------------------------------- | -------------------------------------------------- | -------------------------------------------------- | -------------------------------------------------- | -------------------------------------------------- | -------------------------------------------------- | -------------------------------------------------- | -------------------------------------------------- | -------------------------------------------------- | -------------------------------------------------- |
| 1864                                               | 1878                                               | 1890                                               | 1900                                               | 1911                                               | 1920                                               | 1930                                               | 1940                                               | 1950                                               | 1960                                               | 1970                                               | 1981                                               | 1991                                               | 2001                                               | 2011                                               |
| 3 160                                              | 3 484                                              | 3 776                                              | 3 872                                              | 3 881                                              | 3 532                                              | 3 533                                              | 3 810                                              | 3 707                                              | 3 451                                              | 2 484                                              | 2 172                                              | 1 395                                              | 856                                                | 627                                                |

## Património edificado
- Castelo de Coimbra
- Cerca de Coimbra ou Muralhas de Coimbra designadamente o Arco de Almedina ou Arco Pequeno de Almedina
- Edifício do Chiado
- Igreja de Santiago (Coimbra)
- Estação Nova
- Junta de Freguesia
- Largo da Portagem
- Ponte de Santa Clara
- Igreja de São Bartolomeu (Coimbra)
- Pelourinho de Coimbra

## Lugares
- Estação Nova
- Portagem
- Beira-Rio
- Baixa
- Baixinha